# Inchicore
Inchicore (en irlandais : Inse Chór) est un faubourg de la ville de Dublin situé approximativement à 5 kilomètres à l'ouest du centre-ville. Inchicore était initialement un village séparé de la ville de Dublin. Il se développe au XIXe siècle avec l'activité des Richmond Barracks à partir de 1810 et la présence de l'Inchicore Railway Works après 1846. Le village est ensuite incorporé dans la ville de Dublin au fur et à mesure de l'expansion de l'agglomération. Inchicore est essentiellement un quartier résidentiel. Il est le siège d'un des grands clubs de football de la capitale irlandaise, le St. Patrick's Athletic Football Club.

## Histoire
Inchicore est né d'un petit village situé près d'un marais sur la rivière Camac nommé en irlandais Inse Chór ou Inse Chaoire. Certaines sources suggèrent que Inse Chaoire signifie « île aux moutons », en référence à l'endroit où les moutons étaient gardés et abreuvés à l'extérieur de la ville de Dublin avant le marché. D'autres sources, y compris la base de données des noms de lieux d'Irlande, ne donnent pas de source définitive pour le nom de lieu.
À la fin du XIXe siècle le village devient un quartier à la fois résidentiel et industriel. Des industries et le dépôt ouest des tramways de la ville s'y trouvent.

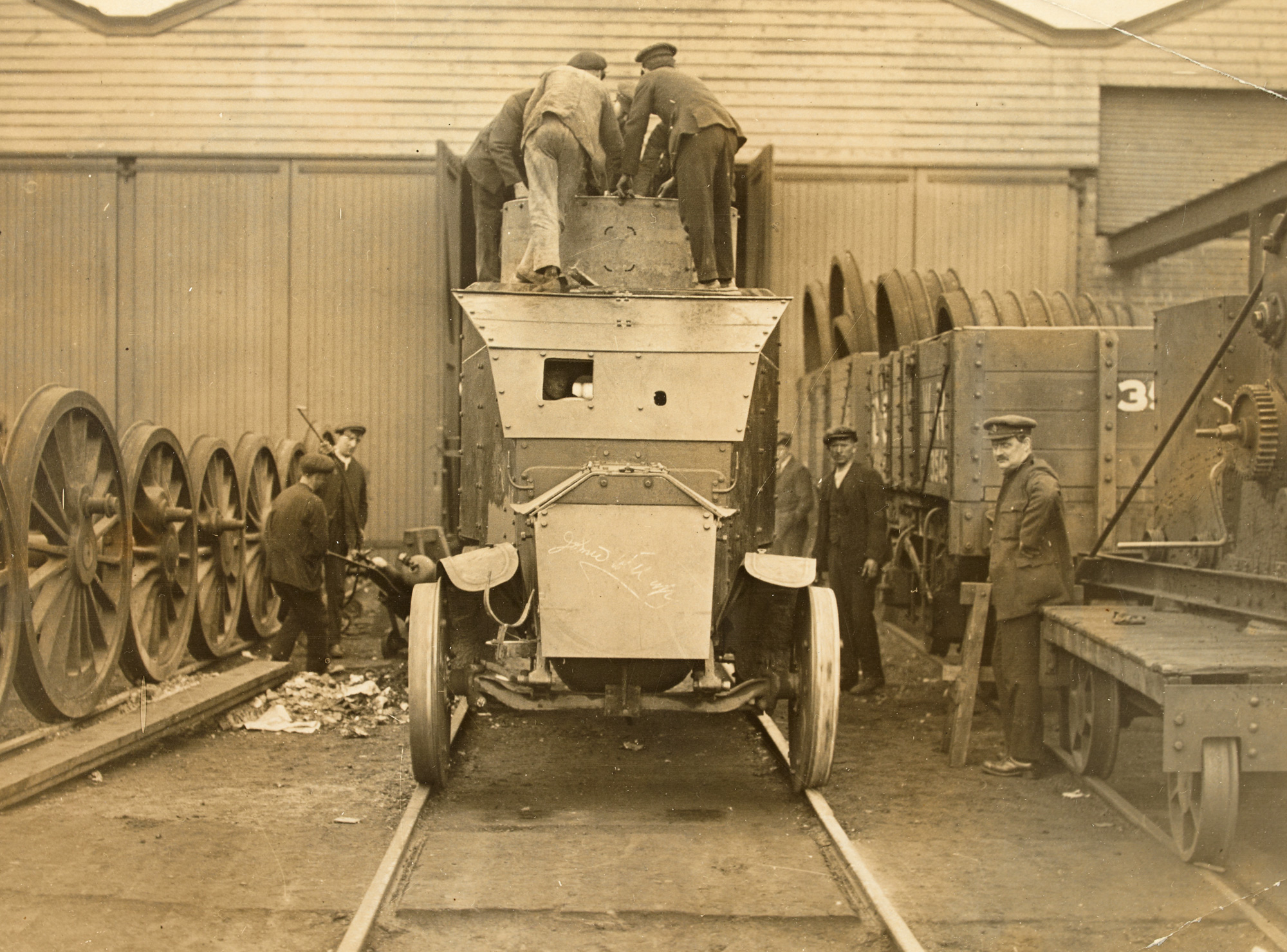
Train blindé sortant des ateliers d'Inchicore Works

L'ensemble d'Inchicore est intégré à la ville de Dublin au fur et à mesure de l'expansion de l'agglomération vers l'ouest.
La Great Southern and Western Railway installe ses ateliers en 1844 à Inchicore à proximité de la gare de ce qui est aujourd'hui Heuston Station. Ces ateliers étaient alors à la mite ouest de l’extension urbaine. Entre 1846 et 1848, de nombreuses maisons et un centre social pour les travailleurs sont construits sur Inchicore Road. Au fur et à mesure de l'expansion du complexe de l'usine au cours du XIXe siècle, la construction de maisons à Inchicore se développe, l'usine étant l'employeur prédominant.
Cet héritage ferroviaire est toujours vivace. De nos jours, un des principaux centres de maintenance des Luas est situé à Inchicore, de même que les principaux ateliers de maintenance de l'Iarnród Éireann, la compagnie nationale irlandaise des chemins de fer. Le transport ferroviaire reste un employeur majeur du quartier.

## Géographie

### Localisation
Inchicore est situé à 5 kilomètre à l'ouest du centre-ville de Dublin au sud de la Liffey. Le quartier est positionné à l'ouest de Kilmainham au nord de Drimnagh et à l'est de Ballyfermot. L'essentiel d'Inchicore est dans Dublin 8 mais quelques zones sont aussi dans Dublin 10 ou Dublin 12.
Inchicore est traversé par le Camac arrivant par le sud depuis Drimnagh avant de rejoindre Kilmainham pour ensuite aller se jeter dans la Liffey.
Une grande partie de son cours est aujourd'hui canalisée et recouverte de bâtiments[.
Au cours du XVIIIe siècle, de petites industries, principalement de papier et de textile, se sont développées le long de la Camac, qui était alors équipée de moulins à eau, de roues hydrauliques et de déversoirs. Au XVIIIe siècle, les moulins de Goldenbridge (Glydon Bridge) produisaient du papier et de la farine. Une grande partie de l'archéologie industrielle a disparu, mais des vestiges subsistent dans la région. Le moulin de Kilmainham existe toujours et la plupart des machines sont encore en place. En mars 2021, des travaux étaient en cours pour restaurer le moulin et en faire une attraction pour les visiteurs.